# Jonathan Cantillana
Jonathan Eduardo Cantillana Zorrilla (‏جوناتان كانتيانا‎ trb. dżunatan kantijana trl. ǧūnātān kāntīānā; ur. 26 maja 1992 w Santiago) – palestyński piłkarz pochodzenia chilijskiego grający na pozycji środkowego pomocnika. Od 2018 jest zawodnikiem klubu Hilal Al-Quds Club.

## Kariera piłkarska
Swoją karierę piłkarską Cantillana rozpoczął w klubie San Antonio Unido. W sezonie 2013 zadebiutował w nim w Segunda División (III poziom rozgrywkowy). Na początku 2015 roku odszedł do pierwszoligowego CD Palestino. Zadebiutował w nim 18 stycznia 2015 w wygranym 3:0 wyjazdowym meczu z CD Ñublense. W Palestino występował przez rok.
W 2016 roku Cantillana przeszedł do palestyńskiego Ahli Al-Khaleel. W 2016 roku był z niego wypożyczony do malezyjskiego Kuala Lumpur FA. Jesienią 2017 grał w egipskim ENPPI Club, a na początku 2018 trafił do Hilal Al-Quds Club. W sezonie 2017/2018 wywalczył z nim mistrzostwo West Bank Premier League.

## Kariera reprezentacyjna
W reprezentacji Palestyny Cantillana zadebiutował 31 sierpnia 2015 w zremisowanym 0:0 towarzyskim meczu z Libanem. W 2019 roku został powołany do kadry na Puchar Azji 2019.